# Margarita Paksa
Margarita Paksa (Buenos Aires, 8 de mayo de 1932 - ib., 5 de julio de 2020) fue una artista multimedial argentina pionera en el uso de materiales y en lo que hoy se denomina instalación. Dichas exploraciones espaciales y matéricas las inició a mediados de la década de 1960 con una exposición en la Galería del Centro Argentino por la Libertad y la Cultura (CALC) titulada Calórico  (1965). Estuvo casada con el pintor Osmar Cairola (1932 - 2003).

## Biografía
Fue profesora titular e investigadora en la Facultad de Bellas Artes de la Universidad Nacional de La Plata (UNLP) y docente titular de la cátedra Taller Proyectual de Escultura del Departamento de Artes Visuales en el Instituto Universitario Nacional del Arte (IUNA).
En 1968 en Experiencias Di Tella presentó otra de sus emblemáticas creaciones, "Comunicaciones", un arenero con las siluetas de dos amantes ausentes y un reproductor wincofón que pasaba un disco con jadeos especialmente grabado y editado para la obra.

A lo largo de su trayectoria, la artista incursionó en diversidad de soportes y trabajó muchas de sus obras en series, como vehículo de ciertas preocupaciones en el tiempo: la dualidad, la identidad, temas sociales, políticos y de comunicación.

Falleció el 5 de julio de 2020 en Buenos Aires a causa de una descompensación.

## Muestras individuales
- "El Lenguaje, el Poder y el Dinero", Galería Ruth Benzacar (Buenos Aires, Argentina).
- "Instalaciones", Walter Phillips Gallery (Banff, Canadá).
- "El Partido de Tenis", Museo de Arte Moderno.
- "Instalaciones Multimedia", Museo del Barro (Asunción, Paraguay).

## Distinciones
- Beca FRP, otorgada por el gobierno de Canadá.
- Primer Premio de Pintura de la Fundación Fortabat.
- Premio Konex - Diploma al Mérito 2012: Arte Conceptual: Quinquenio 2002-2006
- Premio Konex - Diploma al Mérito 2002: Técnicas Mixtas: Quinquenio 1992 - 1996
- Premio Konex - Diploma al Mérito 1992: Técnicas Mixtas: Quinquenio 1982 - 1986
- Residencia en Banff Centre, Canadá.
- Premio "Instalaciones" en la Quinta Bienal de Arte Internacional de El Cairo, Egipto.
- Premio "Leonardo" a la trayectoria del Museo Nacional de Bellas Artes.
- Beca de investigación en Escultura, Fondo Nacional de las Artes (1963).
- Invitación a participar en Experiencias Visuales 1967 del Instituto Torcuato Di Tella. (1967).